# Tagus GV250
Furgonetele Tagus, bazate pe modelul Rocar TV cu tracțiune integrală, au fost construite între 1976 și aproximativ 1986 de SEMAL în Portugalia. Unele erau echipate cu un motor turbo diesel Daihatsu de 2530 cmc.

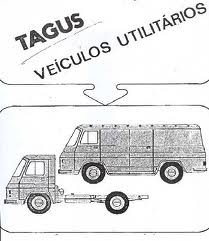
Reclamă pentru vehicule comerciale Tagus din anii '70
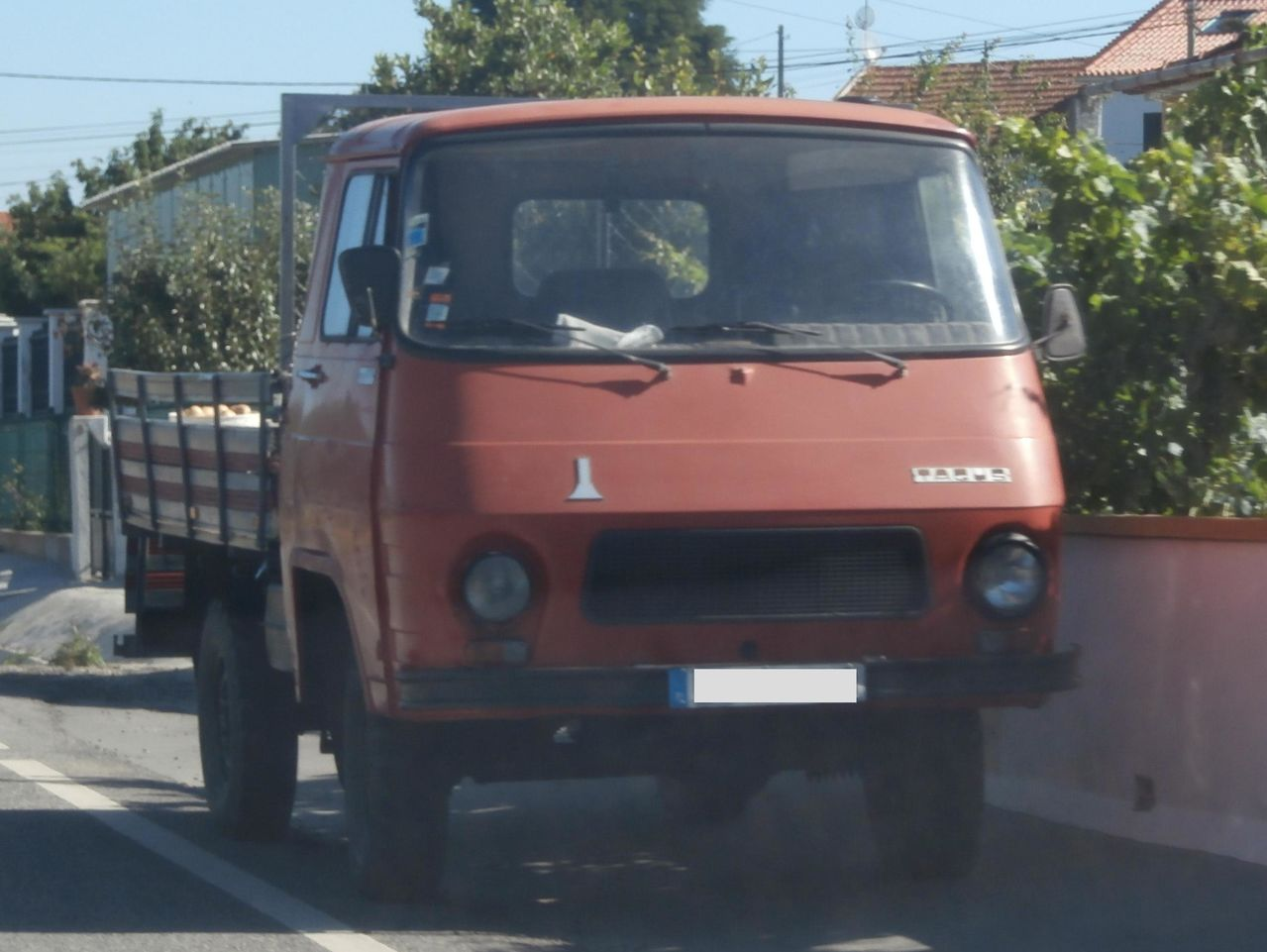
Tagus GV250 4×4 pick-up din anii 70
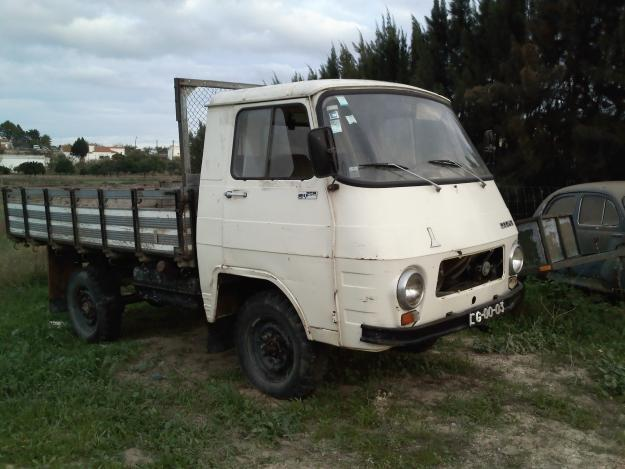
Tagus GV250 4×4 pick-up din anii 1970